# Comuna Denîși
Denîși (în ucraineană Денишівська сільська рада) este o comună în raionul Jîtomîr, regiunea Jîtomîr, Ucraina, formată din satele Denîși (reședința), Mîhailivka și Uleanivka.

## Demografie
Componența lingvistică a comunei Denîși
     Ucraineană (98,43%)
     Rusă (1,51%)
     Alte limbi (0,06%)
Conform recensământului din 2001, majoritatea populației comunei Denîși era vorbitoare de ucraineană (98,43%), existând în minoritate și vorbitori de rusă (1,51%).